# Cattedrale di San Lorenzo (Perugia)
La Cattedrale Metropolitana di San Lorenzo è il principale luogo di culto di Perugia e sede metropolitana dell'Arcidiocesi di Perugia-Città della Pieve.

## Storia e descrizione
Sin dall'istituzione della diocesi, Perugia ebbe una cattedrale in varie locazioni, fuori dal nucleo cittadino, fino a quando, tra il 930 ed il 1060, un primo edificio venne costruito lungo il transetto dell'attuale cattedrale sopra l'antico foro della città etrusco-romana. La chiesa odierna, inizialmente chiamata Cattedrale di San Lorenzo, risale ad un progetto del 1300 di Fra Bevignate. L'edificio presenta una complessa stratificazione di fasi costruttive: venne iniziato il 20 agosto 1345 come narrato dalle cronache dei Baglioni:
"Adì 20 de agosto nel dicto millesimo se comenzó a fondare la chiesa nuova S. Lorenzo: ce fo lo vescovo con tutti gli chierci della cita con grande processione, et anco ce fuoro tutti gli nostri rectori; la qual fabrica fo concesso da papa Clemente VI de renovare la dieta chiesa, et per aiuto et in beneficio de essa concedette grande indulgenzia: soprastante de la dieta fabrica fu meser Giovanni da la Biscina e sor Nicolò de Armanno da Castiglione de Guli"
Ripresi i lavori nel 1437 la chiesa venne completata nel 1490.
Nel 1569 venne ufficialmente consacrata e nel XVII venne sopraelevata della parte in laterizi che ancor oggi si vede al di sopra delle pareti esterne.
La decorazione esterna, una trama geometrica di quadrilobi in marmo rosa e bianco (prelevati dalla Cattedrale di Arezzo) non fu mai completata, ed occupa oggi solo la parte inferiore della fiancata. La decorazione degli interni venne completata nel diciottesimo secolo con l'aggiunta di pitture, stucchi, dorature e marmi.
La Cattedrale conservava diverse opere del rinascimento umbro, tra cui lo Sposalizio della Vergine del Perugino nella Cappella del Santo Anello, dove era conservato insieme alla reliquia dell'anello nuziale della Vergine. Inizialmente commissionata al Pinturicchio, venne poi affidata al Perugino. Il 24 febbraio 1797 venne requisito dalle truppe francesi e arrivò a Parigi il 27 luglio 1798. Venne spedito al Musée de Caen nel 1802, frutto delle spoliazioni napoleoniche da Napoleone.

## Architettura

### Esterno
Diversamente dall'usuale, la cattedrale di Perugia ha la fiancata laterale rivolta verso la piazza principale della città, affacciata sulla Fontana Maggiore e sul Palazzo dei Priori. Tale lato è caratterizzato dalla Loggia di Braccio, commissionata da Braccio da Montone nel 1423, una struttura proto rinascimentale attribuita a Fioravante Fioravanti da Bologna. La loggia in precedenza era stata parte del Palazzo del Podestà, poi dato alle fiamme nel 1534. Sotto la loggia è possibile vedere parte di un muro romano, le fondamenta del vecchio campanile, le misure perugine del piede e della mezza canna, a testimonianza che la piazza antistante era luogo di mercato, il calco della Pietra della Giustizia, (l'originale è nel Palazzo dei Priori, nella sala del Consiglio comunale) che riporta un'iscrizione del 1234 attraverso la quale il Comune annunciò che tutto il debito pubblico era stato cancellato.
Il fianco laterale, è aperto da finestroni gotici e da un portale rinascimentale progettato da Galeazzo Alessi nel 1568 e realizzato in travertino da Ippolito Scalza. A destra del portale è un pulpito quattrocentesco composto da antichi frammenti e mosaici cosmateschi, dal quale predicò San Bernardino da Siena nel 1425 e nel 1427, ed un Crocifisso in legno di Polidoro Ciburri del 1540 posto dai perugini nel 1540 durante la guerra del sale, in segno di protesta contro Papa Paolo III.
Precede la chiesa una scalinata ove si erge la statua bronzea di papa Giulio III, opera di Vincenzo Danti del 1555. Papa Giulio III fu oggetto della gratitudine cittadina in seguito al ritorno delle magistrature locali, in precedenza soppresse da Paolo III. Nel 2023, su decisione del Comune, viene ampliato lo spazio pedonale sulla facciata principale. Nel dettaglio, è stato costruito un nuovo marciapiede sul lato corto della cattedrale, con un andamento parallelo alla facciata e su un piano rialzato rispetto a quello stradale.

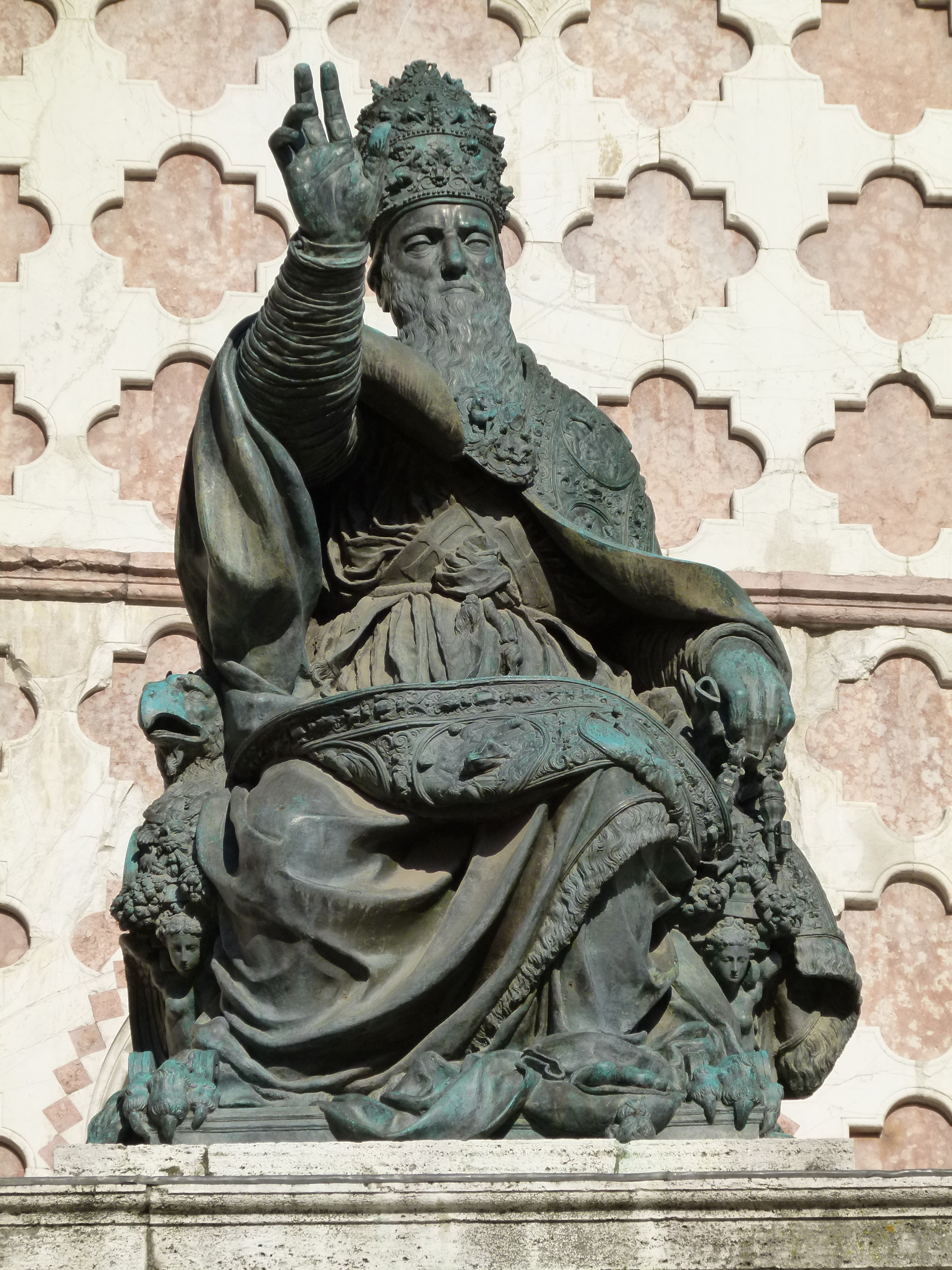
Statua di Giulio III.
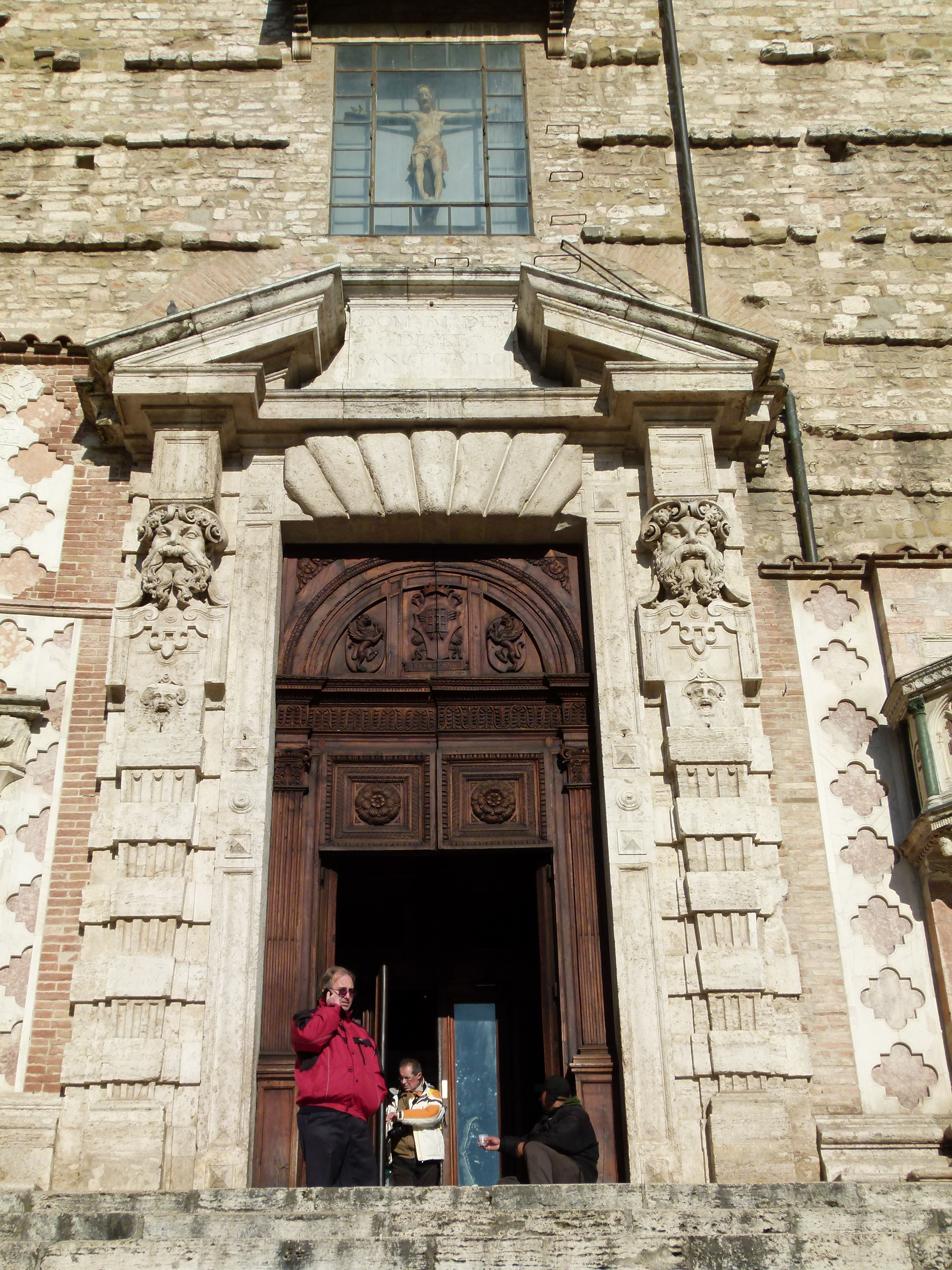
Portale laterale.
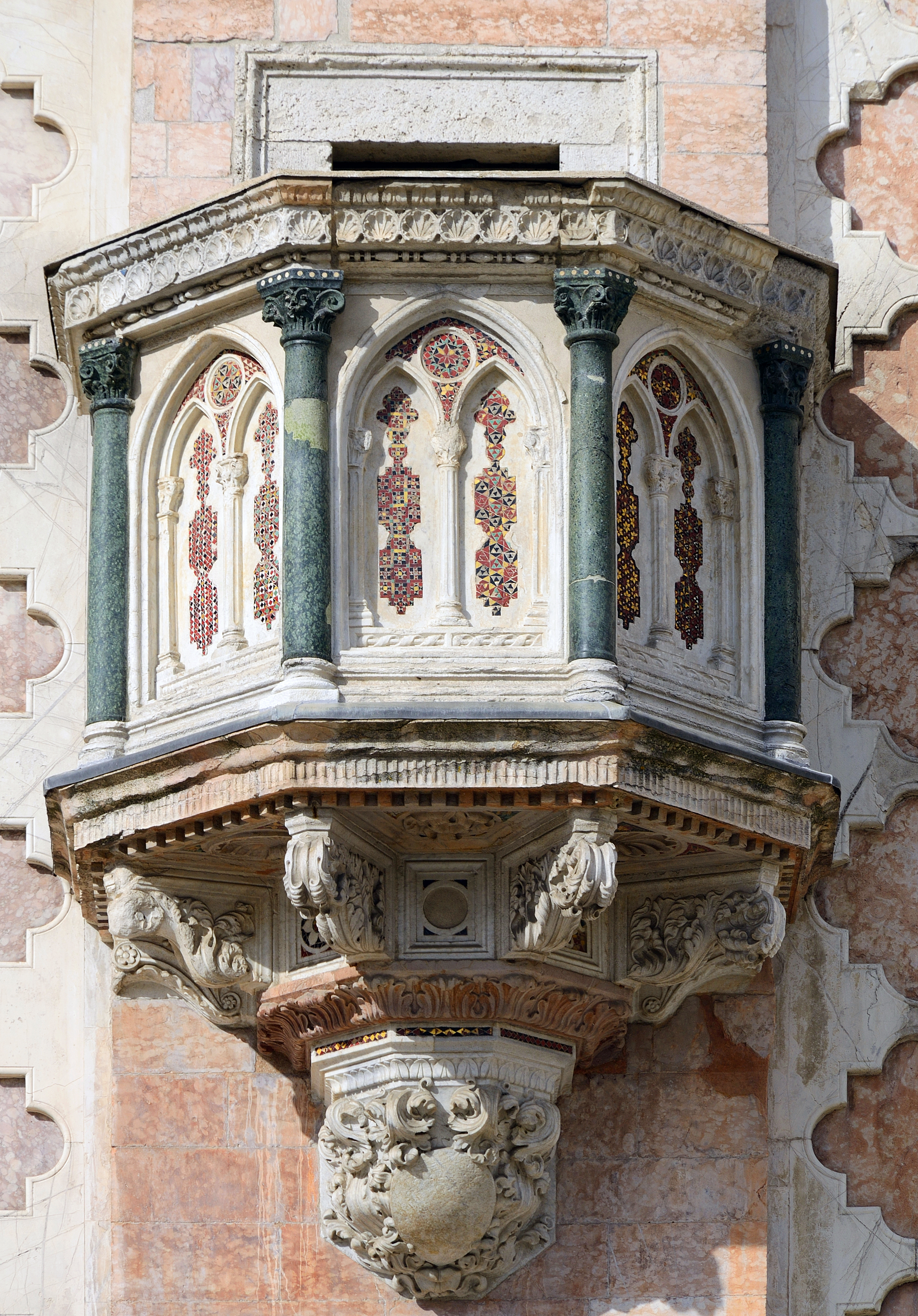
Pulpito di San Bernardino.

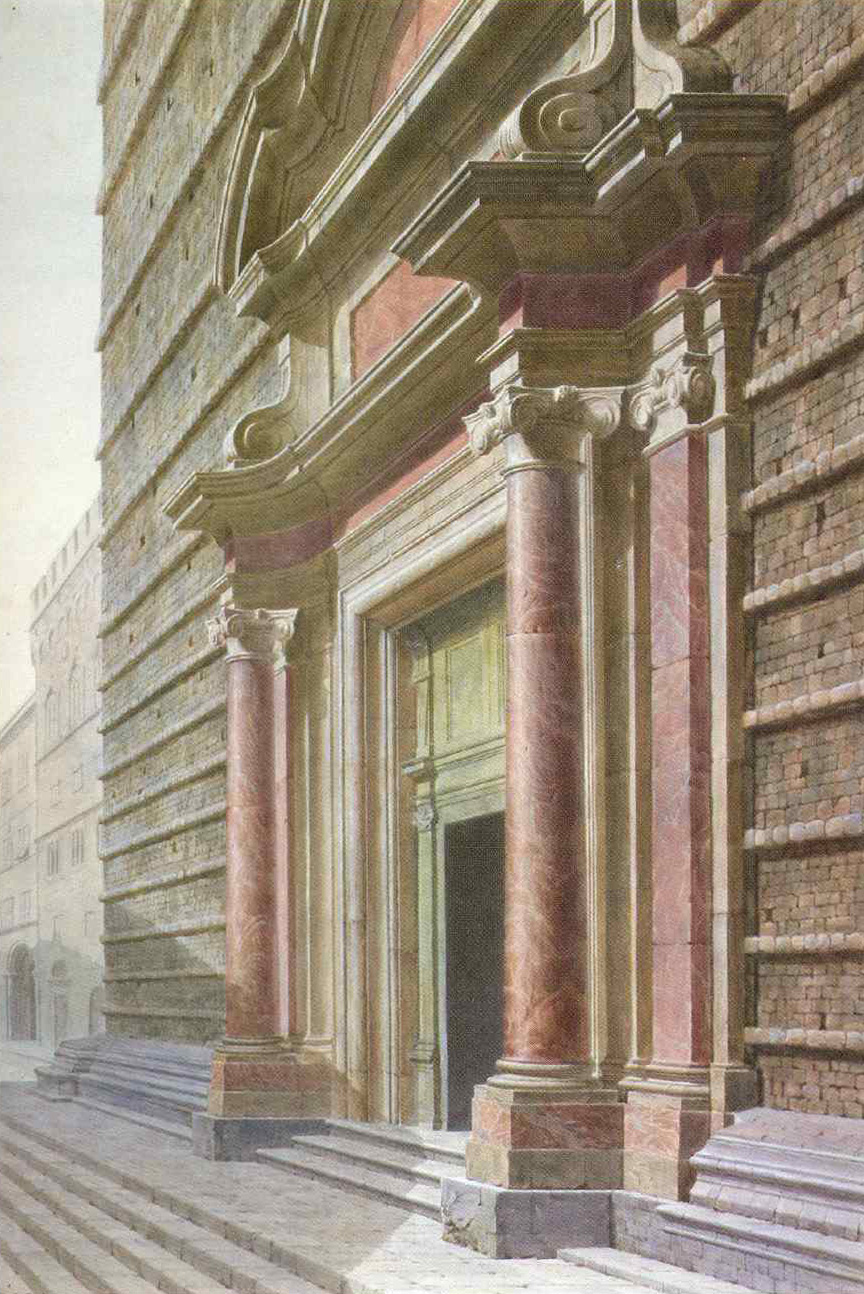
Il portale principale di San Lorenzo, acquarello del 1884

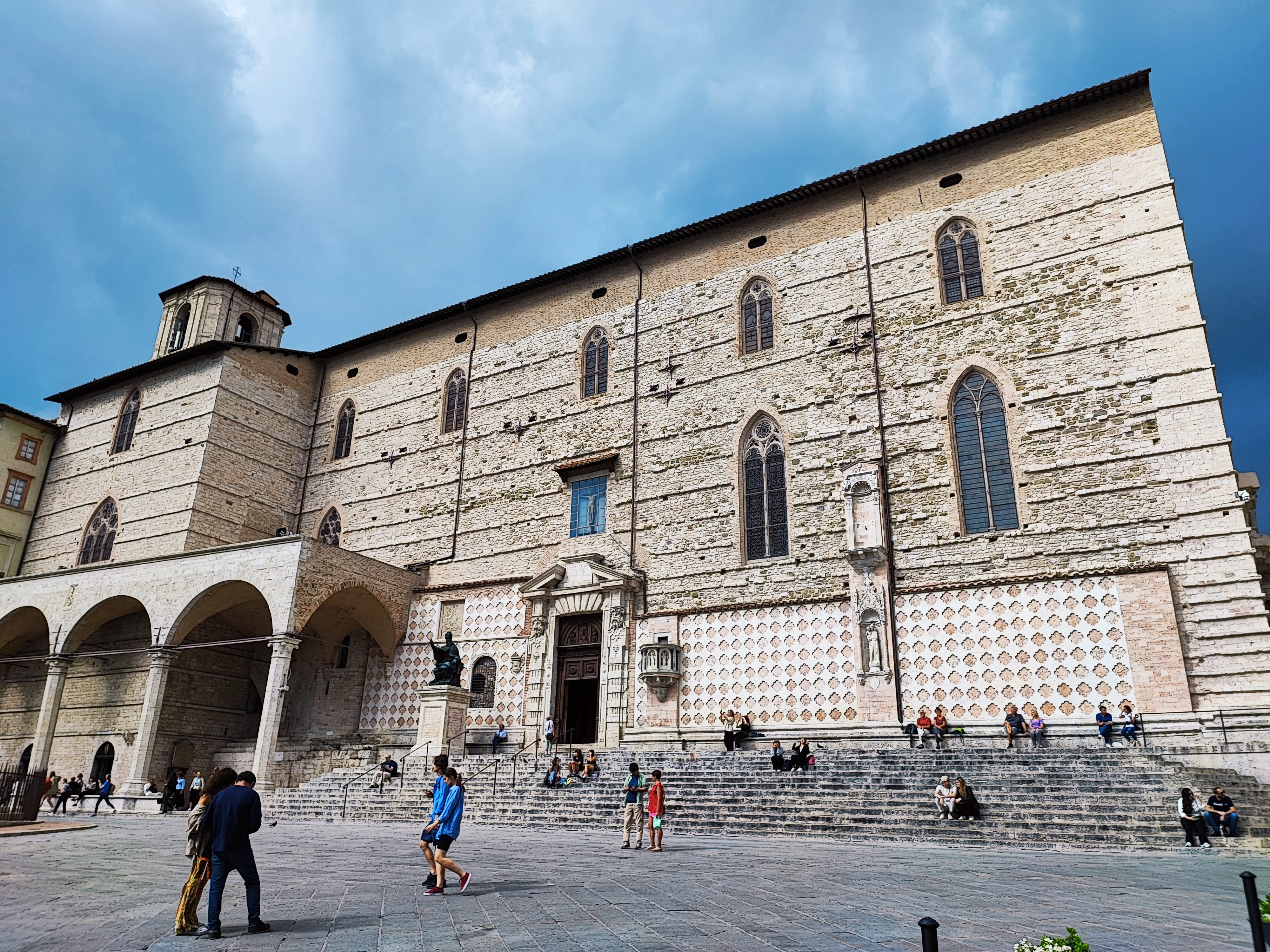
Veduta del corpo laterale dalla piazza IV Novembre

La facciata principale è rivolta verso piazza Danti ed è impreziosita da un portale in stile barocco progettato da Pietro Carattoli nel 1729. Il muro esterno è a vista e si possono scorgere i ganci portanti di un previsto rivestimento in marmo, mai apportato. Nel laterale nord In occasione del Giubileo 2000 è stata decorata "la porta santa”, con altorilievi in bronzo dello scultore perugino Artemio Giovanni.

#### Campanile
Il campanile originale fu distrutto nel 1371 dall'abate di Monmaggiore quando collegò la fortezza di Porta Sole ai palazzi di piazza. Era a tre ordini di finestre con un gallo di bronzo sulla sommità. La semplice torretta campanaria venne edificata tra il 1606 ed il 1612 su disegno del perugino Valentino Martelli. Essa ospita 4 antiche campane, fuse da diverse fondere in secoli diversi:
| Campana | Fonditore                    | Anno di fusione | Nota           |
| ------- | ---------------------------- | --------------- | -------------- |
| I       | Francesco Petrucci di Gubbio | 1680            | Sol3           |
| II      | Anonimo                      | 1449            | Lab3           |
| III     | Nicola Agostini di Perugia   | 1769            | Sib3           |
| IV      | Iacobus Ieunenis             | 1390            | Sol4 crescente |

#### Progetto completamento esterni[6]
Nel 1880, l'architetto Guglielmo Calderini elaborò un progetto per il completamento delle facciate del duomo di Perugia. Elaborando elementi preesistenti ed eliminandone altri che disturbavano la sua idea, improntata ad una purezza stilistica e al senso neoclassico della simmetria, colse nel segno con un progetto uniforme e del tutto consono alla natura strutturale dell'edificio. Il progetto fu presentato all'arcivescovo di Perugia, monsignor Federico Foschi, che lo inviò a Camillo Boito; ma nonostante la raccomandazione di Foschi all'amministrazione pontificia, esso fu abbandonato. Il clero allora pensò di ricompensare Calderini affidandogli il progetto di restauro della Chiesa di San Costanzo (Perugia).

### Interni

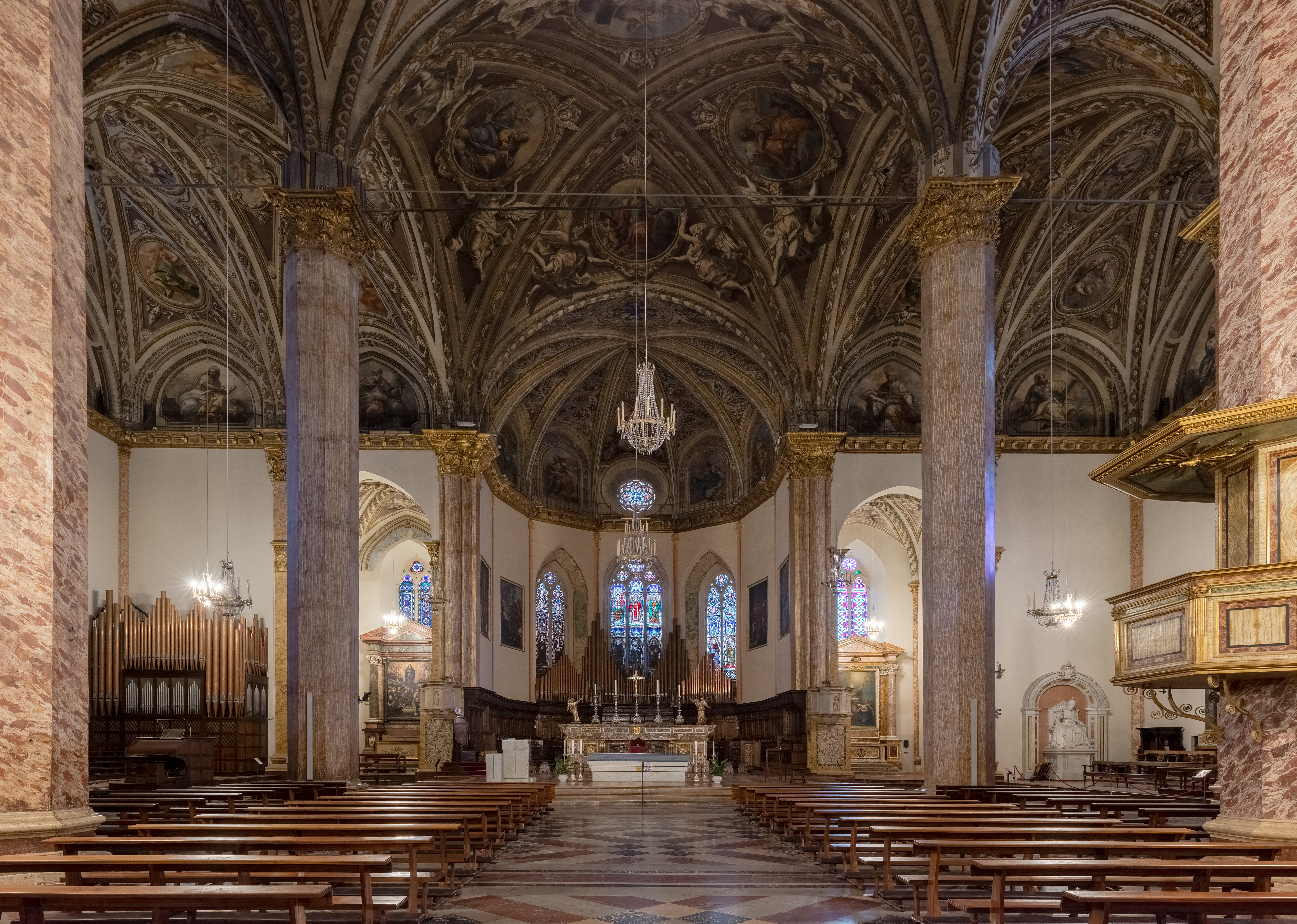
L'interno.

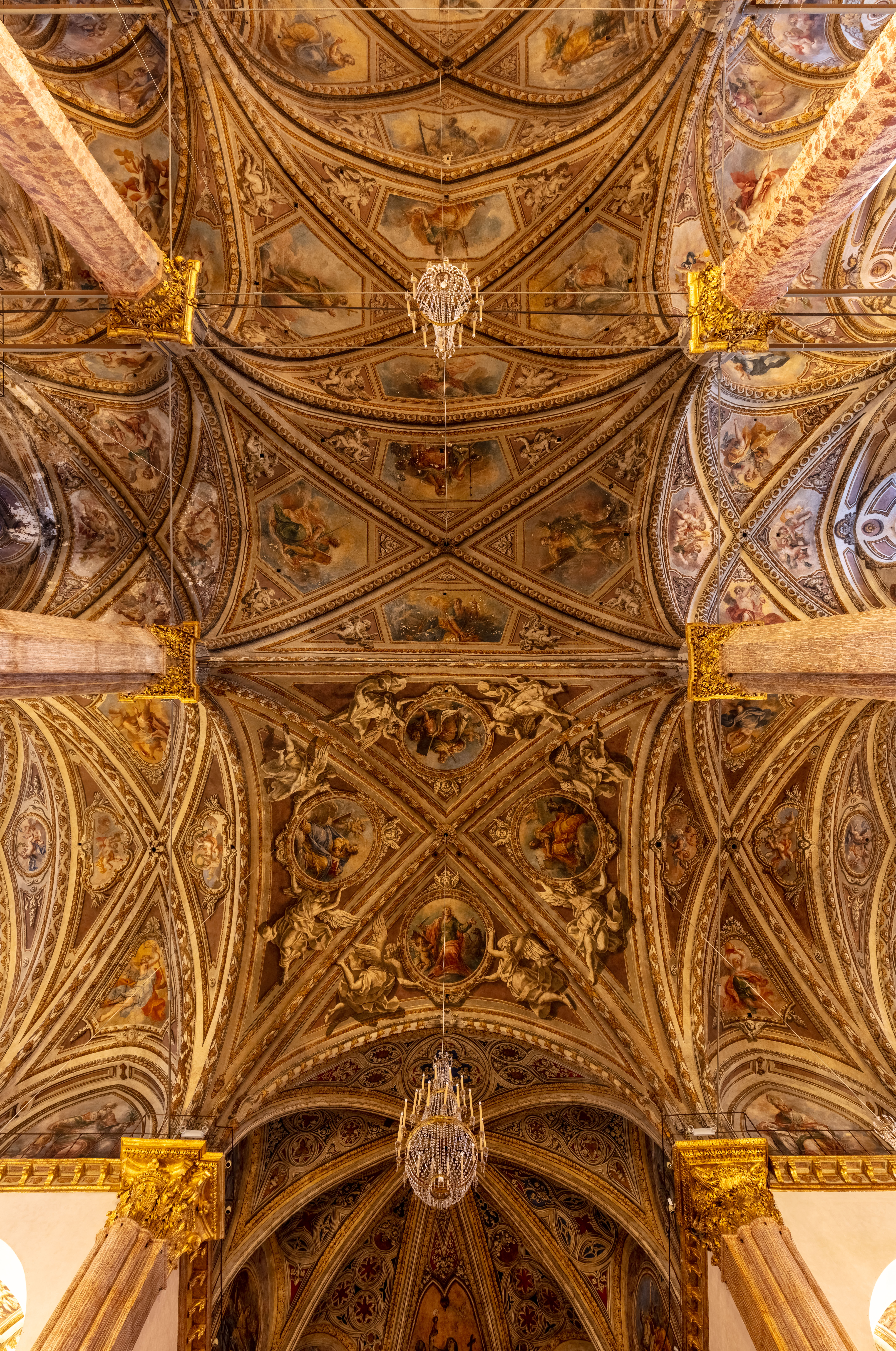
Le volte affrescate.

L'interno con pianta a croce latina e divisa in tre navate da pilastri ottagonali, è del tipo a sala, con le volte delle navate di pari altezza (80 m). Misura una lunghezza di 68 metri e la navata centrale è larga due volte e mezza le laterali.
Le strutture gotiche nel settecento sono state rivestite da stucchi marmorizzati e fini dorature. Le volte costolonate sostenute da pilastri ottagonali, furono interamente decorate da pittori quali Francesco Appiani, Vincenzo Monotti, Valentino Carattoli, Carlo Spiridione Mariotti, Marcello Leopardi, Domenico Sergardi e costituiscono un'antologia della pittura settecentesca perugina.
Il pavimento di marmi policromi, sono del XIX secolo, fu commissionato dal Vescovo perugino Giovacchino Pecci, divenuto poi Papa Leone XIII.

#### Controfacciata

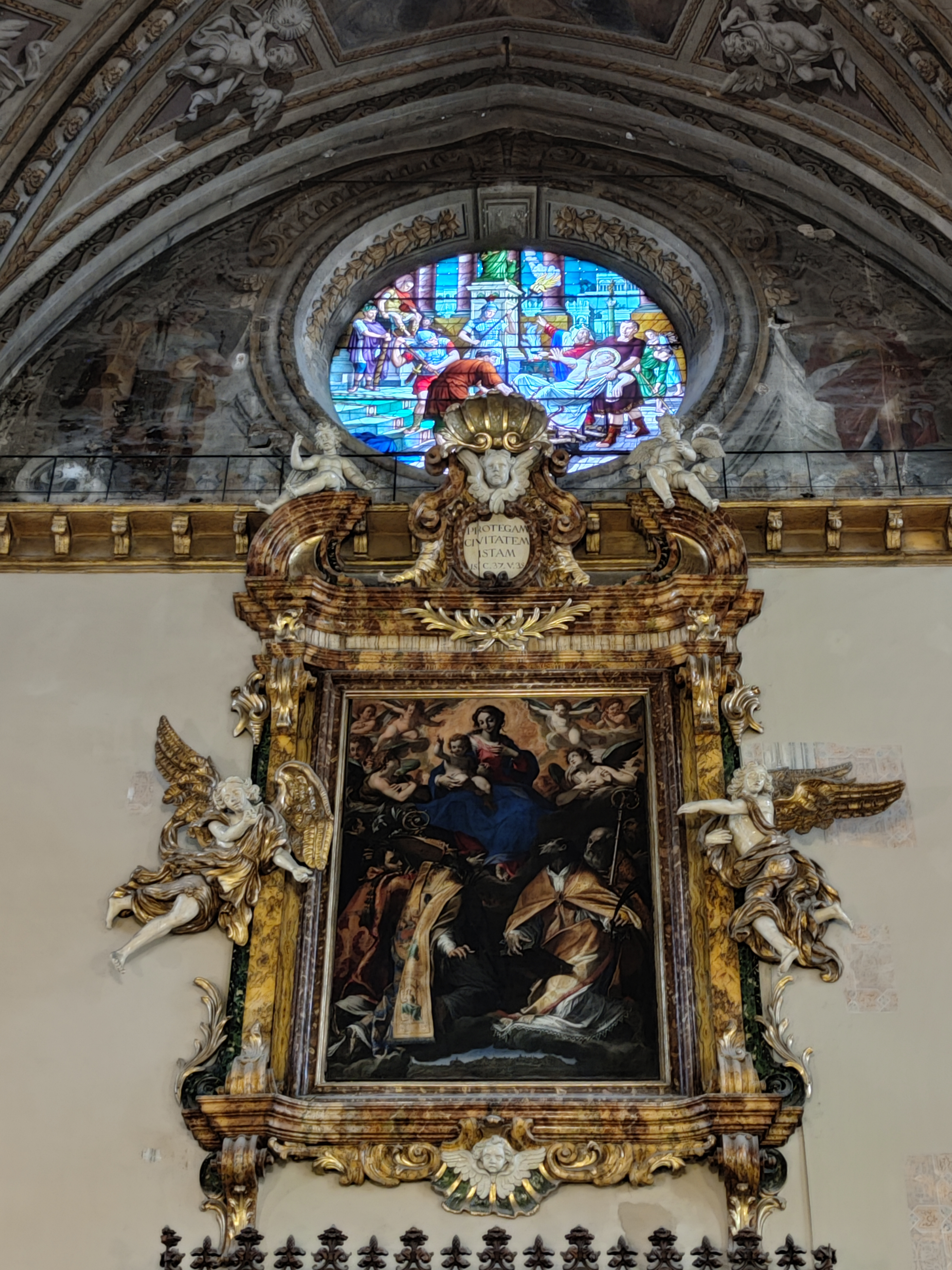
Rosone

Sulla parete di controfacciata, sopra il portale, è situata una grandissima tela di Giovanni Antonio Scaramuccia del 1616 raffigurante la Vergine fra i patroni della città e i santi Agostino, Domenico e Francesco,commissionata con il contributo delle rispettive confraternite laicali di S. Agostino, San Domenico e S. Francesco. Alla destra del portale d'ingresso si trova un sarcofago del 1451 del vescovo Giovanni Andrea Baglioni, il vescovo che commissionò la ricostruzione della cattedrale, il monumento è attribuito ad Urbano da Cortona. La vetrata del rosone centrale con il martirio di San Lorenzo, prodotta nel laboratorio perugino Moretti Caselli, è opera di Ludovico Caselli (1919) e sostituisce la più antica di Guglielmo Marcillat (XVI). A sinistra dell'ingresso è il Monumento funebre del Vescovo Marcantonio Oddi (1668) di Domenico Guidi da Carrara, allievo dell'Algardi, con la figura del vescovo raffigurato inginocchiato con ai piedi le allegorie del tempo e della fama.

#### Cappella dell'Anello o di San Giuseppe

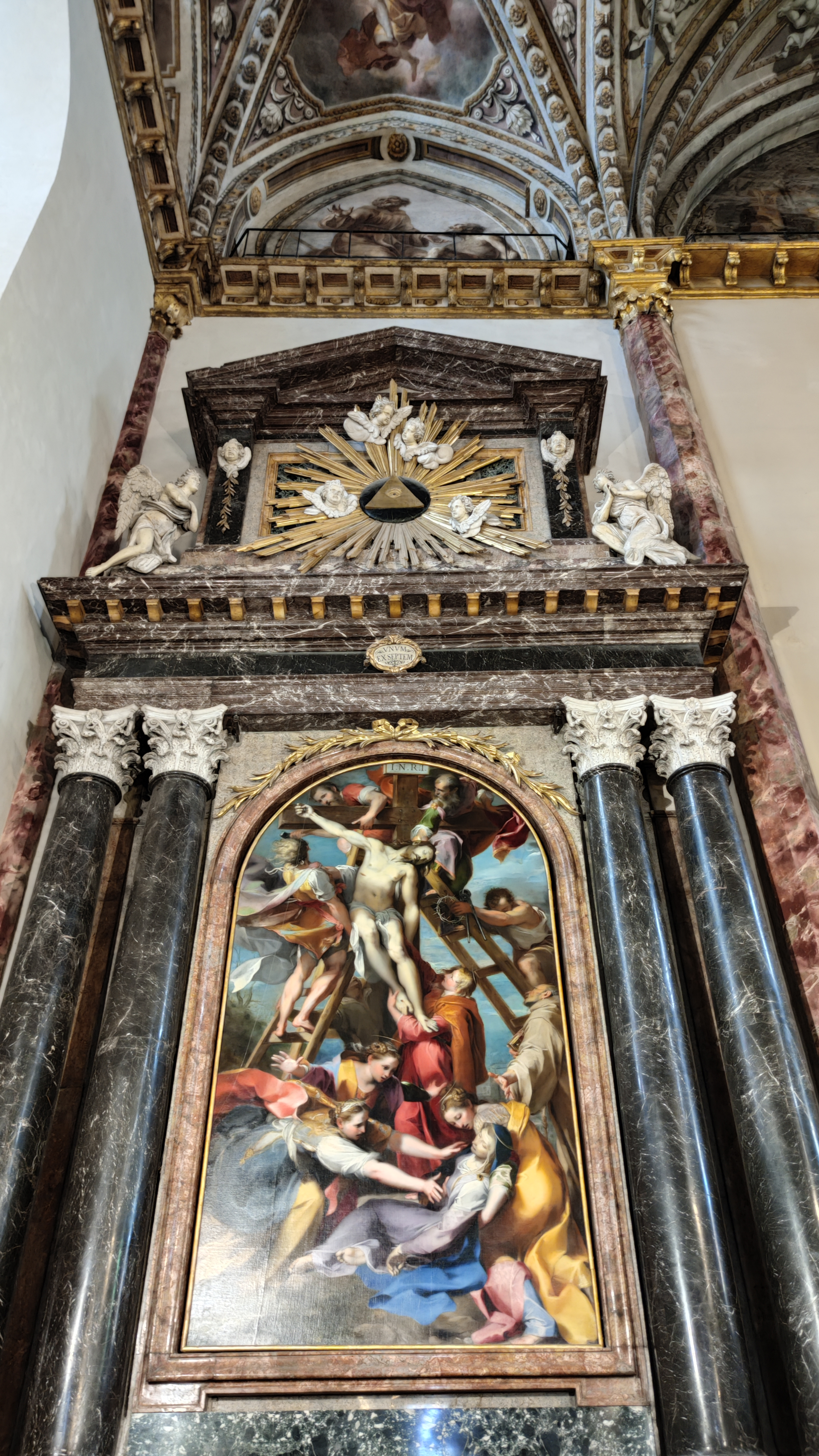
Deposizione dalla croce di Federico Barocci

(entrando dall'ingresso principale a sinistra)
La cappella custodisce la reliquia del presunto Santo Anello della Vergine Maria, una pietra verde di calcedonio od onice che venne presa furtivamente a Chiusi dal frate tedesco Winter di Magonza, e donata al vescovo di Perugia nel 1473. Il prezioso monile è racchiuso nel Reliquario del Sant'Anello, realizzato da Bino di Pietro e Federico e Cesarino del Roscetto, considerato tra i capolavori dell'arte orafa del Rinascimento italiano. La cappella è protetta da una cancellata in ferro battuto del 1496-1511 opera di Bernardino e Giacomo di Matteo. La reliquia, viene esposta al pubblico due volte all'anno, in settembre e luglio con l'apertura di ben quattordici serrature. Sulla pietra del parapetto della cancellata è incisa la scritta: HAC SACER INTACTAE MATRIS SITUS ANNULUS AEDE QUI DEDIT EST CUSTOS MUNERIS ILLE SUI. La cappella era un tempo decorata da affreschi del Pinturicchio e dalla pala con lo Sposalizio della Vergine di Perugino, sottratto durante l'occupazione napoleonica ed oggi al museo di Caen. Il quadro fu sostituito nel 1825 da una tela di Jean Baptiste Wicar. La mostra in marmo che racchiude il dipinto è del Perugino Francesco Caselli (1753-61), mentre l'altare del XV sec. è dello scultore fiorentino Benedetto Buglioni. La vetrata con l’adorazione dei pastori è di Francesco Moretti (1873).

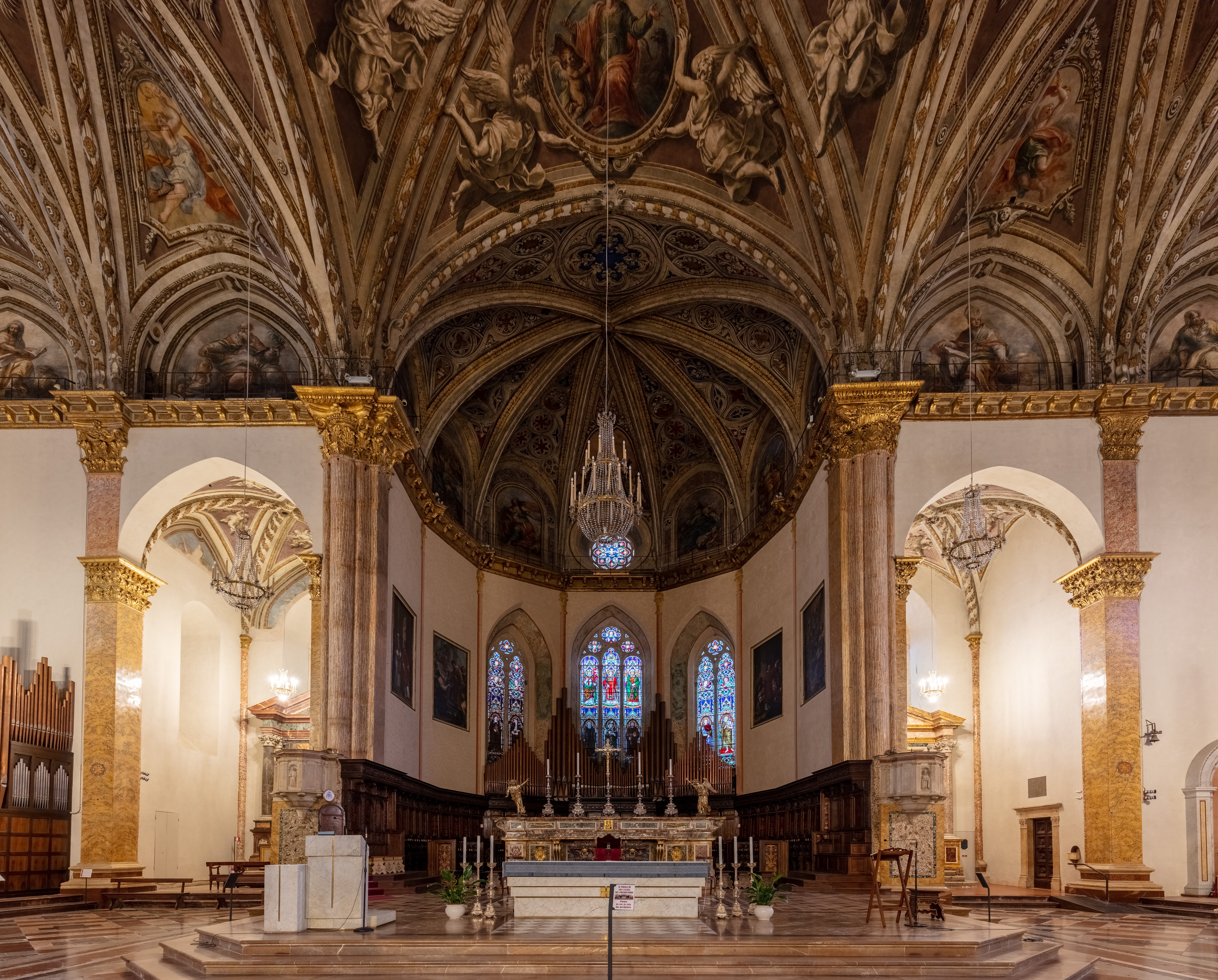
Il presbiterio
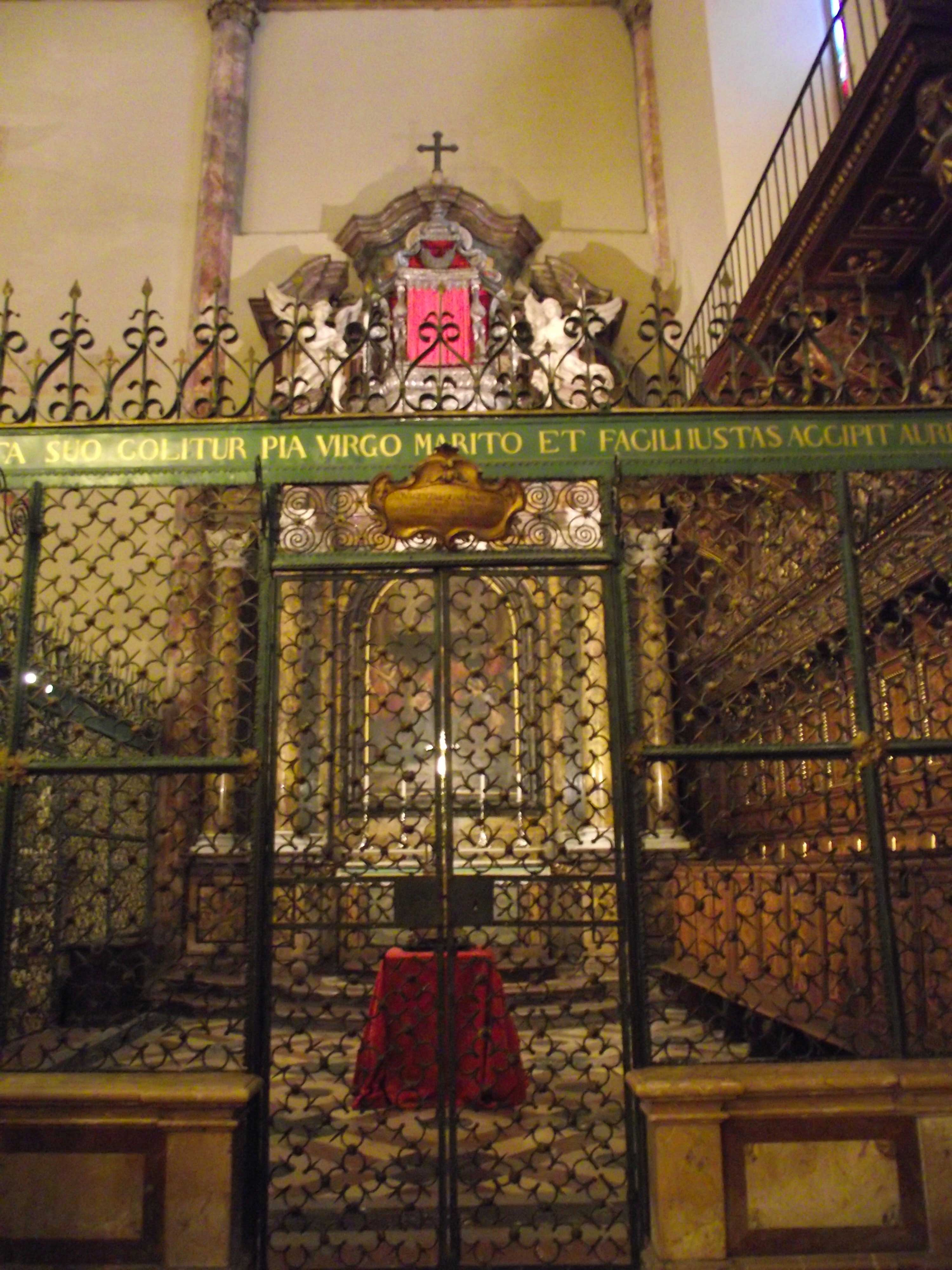
La Cappella dell'Anello.
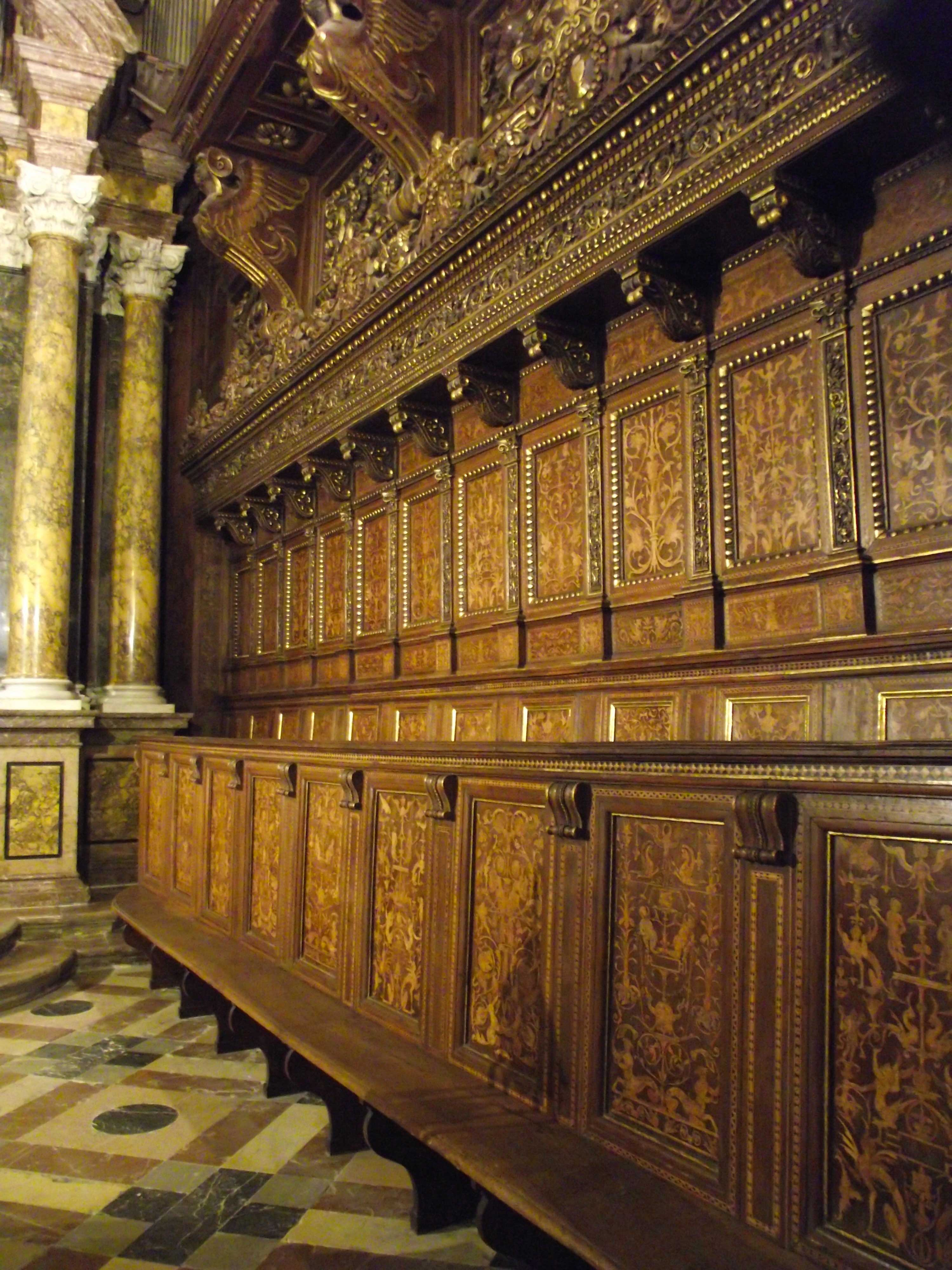
Gli stalli della Cappella dell'Anello.
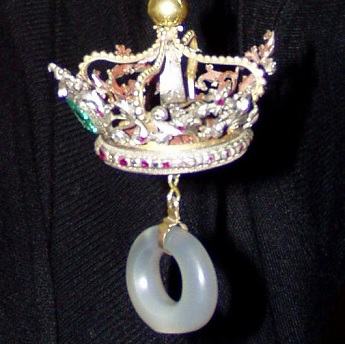
Il Sacro Anello.

#### Cappella S. Bernardino
(entrando dall'ingresso principale a destra)
Tra le molte opere pittoriche presenti in cattedrale, la più importante è la Deposizione dalla croce di Federico Barocci del 1569, conservata nella cappella di San Bernardino: l'opera è considerata tra i capolavori della pittura europea del XVI secolo ed è l'unica del pittore urbinate rimasta in città. L'opera influenzò moltissimo la pittura umbra del tempo aprendo ad essa nuove prospettive. Fu commissionata dal Collegio della Mercanzia titolare della cappella dal 1515, come sta a testimoniare il logo posto nella cancellata. Il disegno della vetrata con la Predica di San Bernardino è di Hendrik van den Broeck, ovvero Arrigo Fiammingo da Molines (1565). Il grande bancone di legno in noce addossato alla parete, è opera degli intagliatori Jacopo di Antonio Fiorentino e Ercole di Tommaso del Ricco (1565-67). L'altare attuale fatto su disegno di Giovanni Cerrini è del 1796.

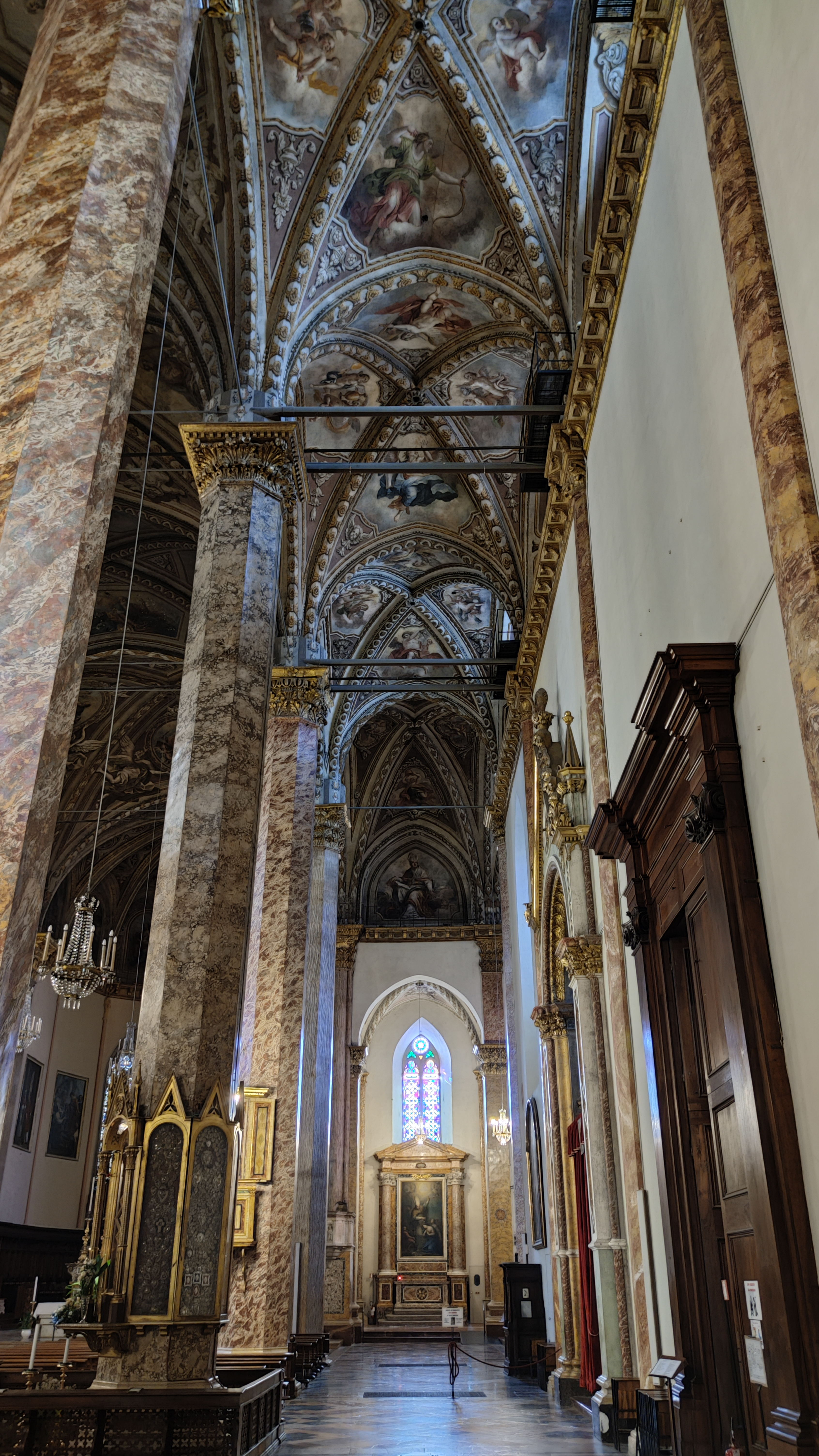
Navata

#### Navata destra
Entrando dal portale principale, all'inizio della navata destra dopo la cappella di San Bernardino è una grande tela con La Natività della Vergine attribuita a Vincenzo Pellegrini o a Giulio Cesare Angeli. Particolare interessante del dipinto è il paesaggio intravvisto dalla bifora posta al centro del dipinto, che ne amplifica la profondità prospettica.
Segue la cappella del Battistero del 1855 su disegno dell'architetto Giovanni Santini. Il prospetto rinascimentale addossato alla parete, è di Pietro da Como (1477-79). L'affresco il Battesimo di Gesù e la Vetrata con l’Eterno tra gli angeli sono di Domenico Bruschi (1876). Il fonte battesimale è di Giuseppe Luchetti (1876), alla parete sinistra è il Crocifisso ligneo intagliato da Christophe Fournier (1656). Addossato alla parete è un elegante prospetto rinascimentale in marmo, opera di Pietro di Paolo di Andrea da Como.
Segue la cappella del Sacramento realizzata da Galeazzo Alessi nel 1576, con una pala d'altare raffigurante la Pentecoste di Cesare Nebbia del 1563, il monumento funebre di papa Martino IV, deceduto a Perugia nel 1285, e reliquie di Innocenzo III e Urbano IV. Alle pareti affreschi neoclassici di Marcello Leopardi, e la vetrata raffigurante la Pietà di Tito Moretti (1874). Lungo la parete è il Martirio di San Sebastiano di Orazio Alfani (1572).

#### Transetto e Presbiterio

##### Braccio destro del transetto
Nel braccio destro del transetto è la cappella di S. Stefano con, all'altare, il Martirio di Santo Stefano di Giovanni Baglione (inizio XVII). A sinistra è il Monumento a Papa Leone XIII, il vescovo perugino G. Pecci, dello scultore Giuseppe Luchetti (1892). Alla parete destra si trova invece il Monumento dei papi Innocenzo II, Urbano IV e Martino IV, morti tutti e tre a Perugia, del 1615.
Da qui due porte immettono alla cappella di S. Onofrio, dove si trovava l'omonima pala d'altare di Luca Signorelli, la Pala di Sant'Onofrio, (1484) oggi conservata nell'annesso Museo della Cattedrale. Gli affreschi molto deperiti e l'altare dipinto con finte tarsie sono di Domenico Bruschi (1877). Segue l'ingresso della Sacrestia e a destra dell'altare la cappella di Sant'Emidio con la pala di Francesco Appiani (1784) S. Emidio Battezza Polisia.

##### Tribuna absidale
L'abside presenta alle pareti le storie di S. Lorenzo dipinte da Baldassarre Orsini e Carlo Spiridione Mariotti (XVIII). Il coro ligneo eseguito nella bottega fiorentina di Giuliano da Maiano e Domenico del Tasso (1486-91), danneggiato da un incendio nel 1985., come anche l'altare di Francesco Caselli su disegno di Carlo Murena. Il trono vescovile, decorato con tarsie di architetture in prospettiva è del perugino Giacinto di Pierfrancesco su disegno di Rocco da Vicenza (1520.24). Le vetrate dell'abside con storie di santi locali, sono dipinte (1932-36) da Rosa e Cecilia Caselli.

##### Braccio sinistro del transetto
A sinistra dell'abside è la cappella di S. Francesco con un dipinto di Ippolito Borghese con l’Assunzione della Vergine, eseguito nel 1620 probabilmente spedita da Napoli, in cui si vede, inginocchiato, il committente Pierantonio Ghiberti vissuto a lungo nella città partenopea; il tabernacolo sopra all'altare è di Bino Sozi (1579). Segue nell'estremità del transetto la cappella del Crocifisso, con il Crocifisso ligneo del XV secolo e l'altare progettato da Pietro Carrattoli (1735) su commissione dei marchesi Florenzi. Nella parete sinistra è la Sacra Famiglia di Ludovico Caselli (1896) con sotto la tomba del musicista perugino Francesco Morlacchi.

##### L'organo a canne

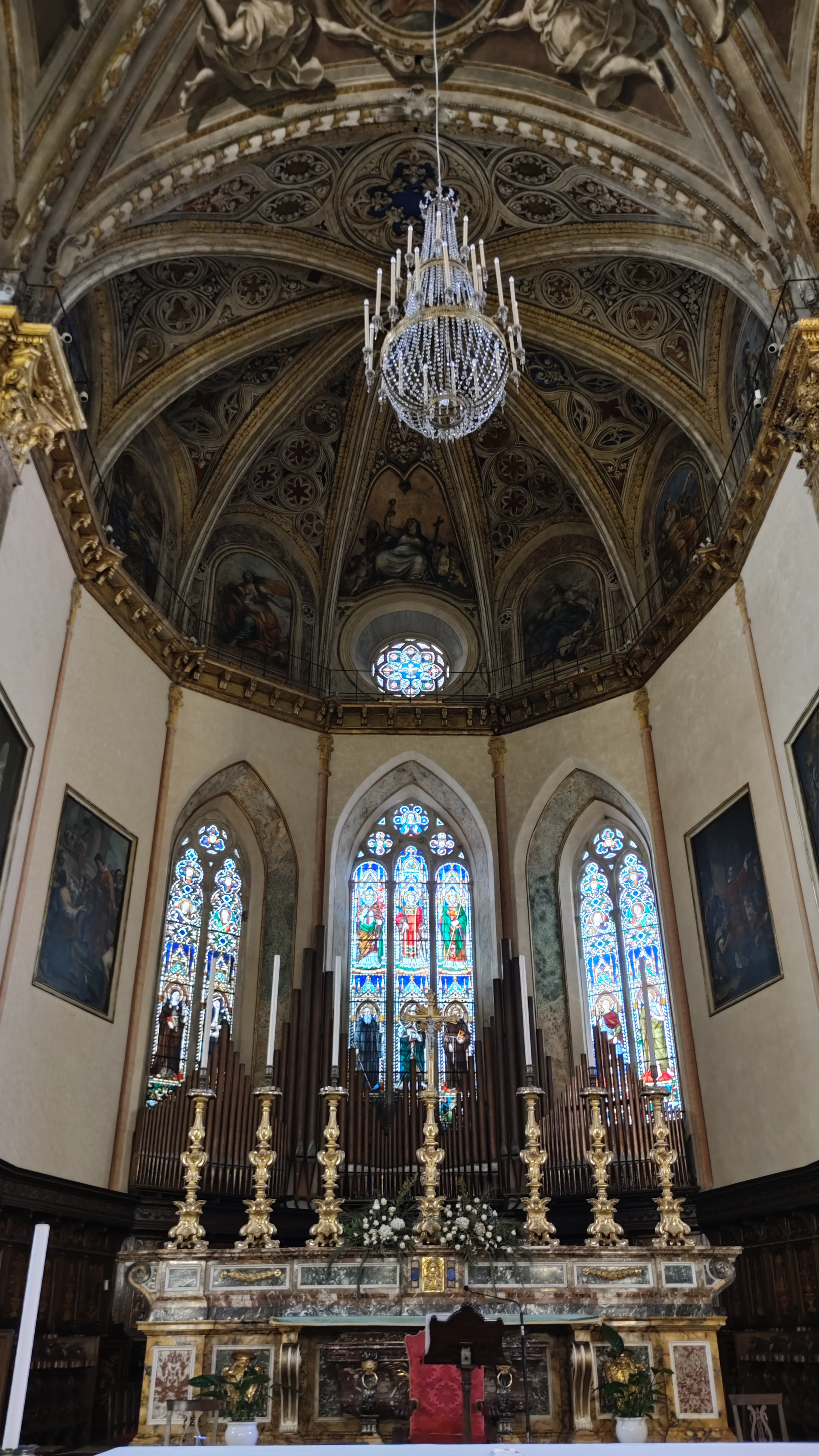
Presbitero

Nella cattedrale vi è un grande organo a canne costruito dalla ditta Tamburini di Crema nell'anno 1967. Lo strumento è a quattro tastiere e pedaliera e le canne sono distribuite in due corpi diversi: Positivo e Grand'Organo nell'abside, Recitativo e Organo Solo nel transetto sinistro. La trasmissione è integralmente elettrica.
Nel 2014-2015 l'organo ha subito un importante intervento di manutenzione straordinaria ed ampliamento fonico, operato dalla ditta Pietro Corna di Bergamo, che ha previsto l'aggiunta dei registri Open diapason 8' al Grand'Organo e delle Trombe en Chamade di 16', 8', 4' all'Organo Solo, realizzate secondo le misure di Cavaillè-Coll.
Lo strumento dispone ora (2015) di 87 registri ripartiti su quattro tastiere e pedaliera per un totale di 5.178 canne; esse sono posizionate a seconda della tastiera di appartenenza in due corpi distinti:
- Positivo (prima tastiera) e Grand'Organo (seconda tastiera) nell'abside, alle spalle dell'altare maggiore, con facciata costituita da cinque cuspidi (quella centrale con ali laterali) formate da canne in rame;
- Espressivo (terza tastiera) e Solo (quarta tastiera), nel transetto sinistro, con facciata costituita da canne in rame formanti due cuspidi laterali ed una cuspide con ali laterali al centro;
- le canne del Pedale sono distribuite nei due corpi.

La consolle è mobile indipendente e si trova generalmente nel braccio sinistro del transetto.

#### Navata sinistra
Lungo la parete della navata sinistra, erano collocati alcuni frammenti dell'Altare della Pietà, realizzato da Agostino di Duccio nel 1473 e demolito nel 1673; si tratta di una pregevolissima opera in bassorilievo, che recentemente è stata restaurata e collocata nel Museo Capitolare adiacente alla cattedrale.
la cappella del Gonfalone ospita il Gonfalone processionale di Berto di Giovanni, che raffigura il profilo della città medievale ricca di torri, dipinta nel 1526 in occasione di una grave pestilenza. In ordine di tempo è l'ultima delle opere devozionali tipicamente locali diffuse nelle chiese cittadine soprattutto nel XV sec.. Nella lunetta è stata adattata una tela di Giannicola di Paolo  allievo del Perugino (XV). Oltrepassando l’ingresso laterale è un’opera di Simone Ciburri con l'Eterno che benedice Perugia (1602)

#### Navata centrale
Addossata alla terza colonna ottagonale,  è collocata all’interno di un tabernacolo ligneo neogotico del 1855, la venerata immagine della Madonna delle Grazie, realizzata da Giannicola di Paolo (XV). Nella prima colonna sinistra è dipinto un ritratto di San Bernardino da Siena della scuola di Benedetto Bonfigli (1450)

#### Sacrestia

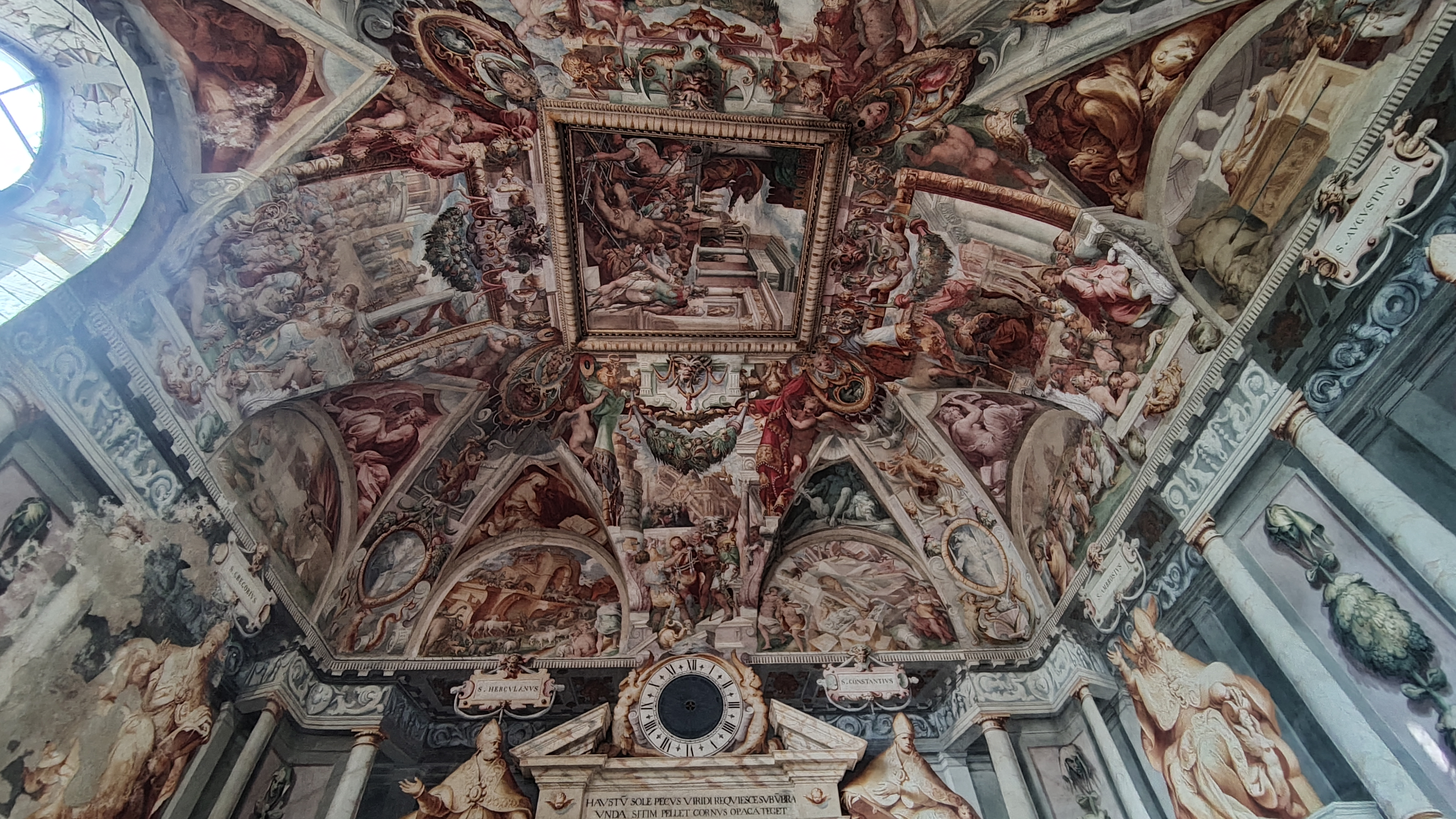
Sacrestia, costruita nel 1438. Il ciclo pittorico viene realizzato nel 1573-76 da Giovanni Antonio Pandolfi su commissione del vescovo Fulvio della Corgna.

In sacrestia è il fastoso ciclo pittorico di Giovanni Antonio Pandolfi Mealli da Pesaro (1573-76), Nelle volte e nelle pareti sono narrate le storie le di San Lorenzo, racconti biblici si celebrano inoltre le grandi figure dei vescovi patroni di Perugia. S. Costanzo e s. Ercolano, contornati dai grandi maestri della chiesa universale (Gregorio, Ambrogio, Agostino, Girolamo). Nello stile si fa riferimento all'opera di Michelangelo, le decorazioni riprendono le antiche grottesche romane riscoperte nel rinascimento.

#### Il chiostro
Il chiostro tardo rinascimentale, ha nei tre lati un secondo ordine di loggiato, incastrato nella parete est è un bel puteale più antico. Dal chiostro si accede Museo dell'Opera del Duomo (Perugia),  alla biblioteca Dominici e alla sala del Dottorato. In quest'ultima venivano conferite le lauree in Legge e in Medicina fino all'800. A sinistra dell'ingresso della sala del Dottorato una lapide ricorda che in questo luogo si tennero cinque conclavi dal 1216 al 1305 incluso quello che si concluse con l'elezione di Celestino V, il papa eremita che rifiutò il pontificato. Di grande importanza è la biblioteca Dominici, allestita nel '600, meta di ricercatori coi suoi 12.000 volumi. Dalle scale del chiostro si accede alle quattrocentesche logge di San Lorenzo con tre ordini sovrapposti.

### Il Museo capitolare della cattedrale

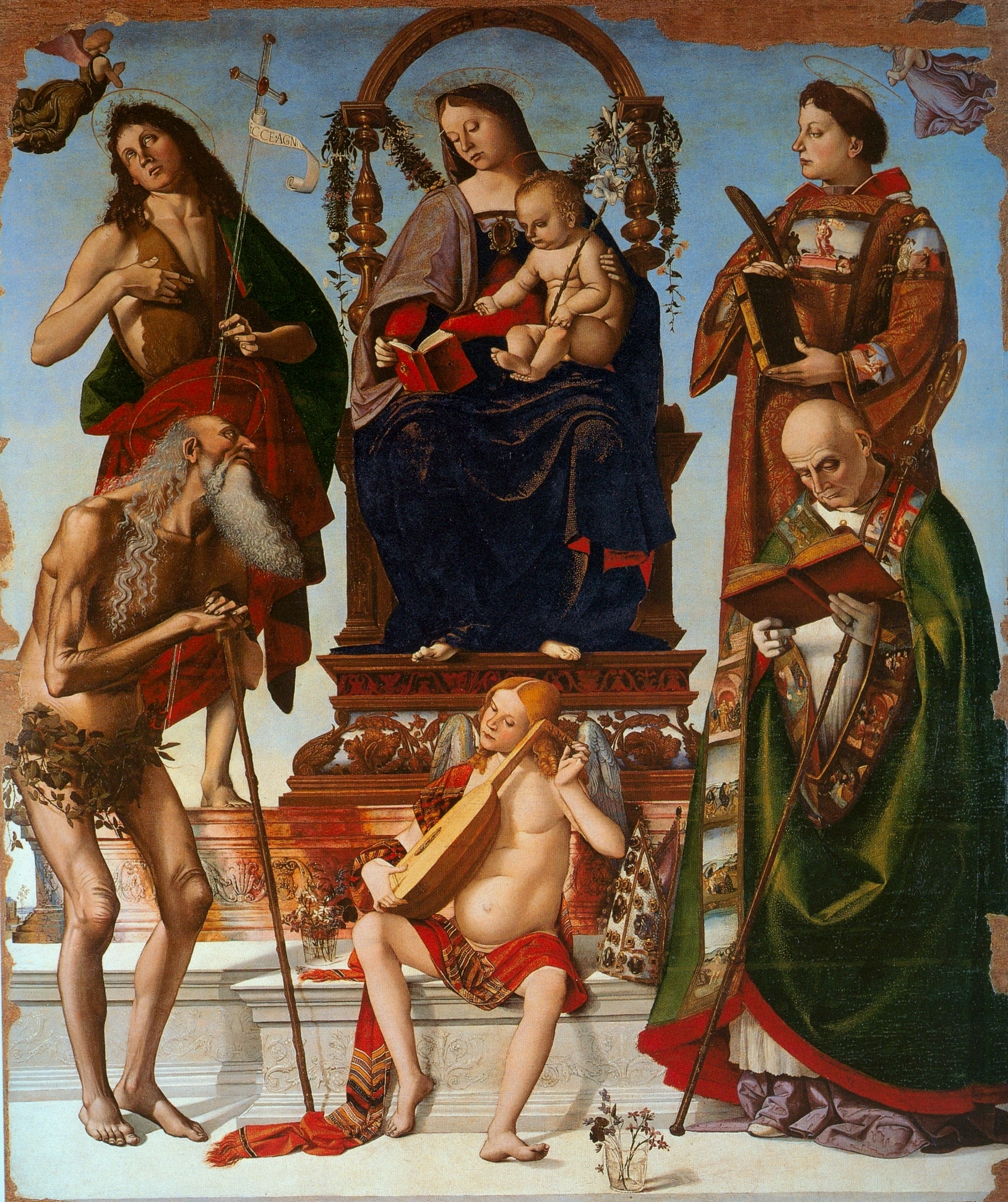
Pala di Sant'Onofrio, Luca Signorelli

Il museo conserva un trittico di Meo da Siena, una Madonna di Andrea Vanni ed un trittico di Agnolo Gaddi, oltre alla già citata notevole Pala di Sant'Onofrio del Signorelli. Conserva inoltre numerosi pregiati manoscritti, alcuni risalenti al X secolo.Il museo comprende una sezione archeologica e gli scavi nei sotterranei della cattedrale.
Adiacente al museo è la Sala del Dottorato con affreschi raffiguranti papa Giovanni XXII tra gli imperatori Carlo IV e Sigismondo.

### Restauri
Dal 12 luglio 2021 al 17 giugno 2022, si svolse il primo grande restauro delle facciate esterne che hanno interessato una superficie di oltre 9.000 m² e viste impegnate contemporaneamente più di cinquanta maestranze specializzate. Le operazioni hanno riguardato la pulitura, interventi di consolidamento strutturale e l'implementazione degli impianti di illuminazione. Il restauro fu reso possibile anche grazie al generoso contributo della Fondazione Brunello e Federica Cucinelli.